# Szent Egyed
Szent Egyed (latinul Aegidius, franciául Saint Gilles, olaszul Sant'Egidio, Athén, 640 körül – Saint-Gilles-du-Gard, 720 körül) bencés szerzetes, apát. A „vadak védőpajzsa”, a tizennégy segítőszent egyike; a kubikosok, lókereskedők, pásztorok, szíjgyártók, koldusok, nyomorékok, leprások védőszentje. Ünnepe szeptember 1-jén van.
Szent Egyed megkülönböztetendő az azonos nevű 10. századi olasz remetétől, Assisi Szent Ferenc 13. századi remetetársától is, és a szintén azonos nevű spanyol ciszterci apáttól.

## Élete
Athénben született; bencés szerzetes, majd apát lett. Szülei halála után örökségét szétosztotta a szegények között, majd Galliába ment, ahol Provence-ban remetéskedett. Itt kolostort alapított, melyben haláláig élt; később a kolostort róla neveztek el (Saint-Gilles-du-Gard).

## Legendái és tisztelete
Sírja a középkorban híres zarándokhely volt, ereklyéi ma Toulouse-ban vannak. Európa-szerte leginkább városok emeltek templomokat tiszteletére.
Legendája szerint, amikor remeteként egy barlangban lakott, Isten egy szarvastehenet küldött neki, hogy tejével táplálja őt. Wamba vizigót király egy vadászaton rálőtt a szarvasra, de Szent Egyed a testével fogta föl a nyílvesszőt. A király ezután Egyednek ajándékozta a remeteség területét, ahol ő megalapította kolostorát.
Több csodálatos gyógyítást és ördögűzést tulajdonítanak neki.

## Tisztelete Magyarországon

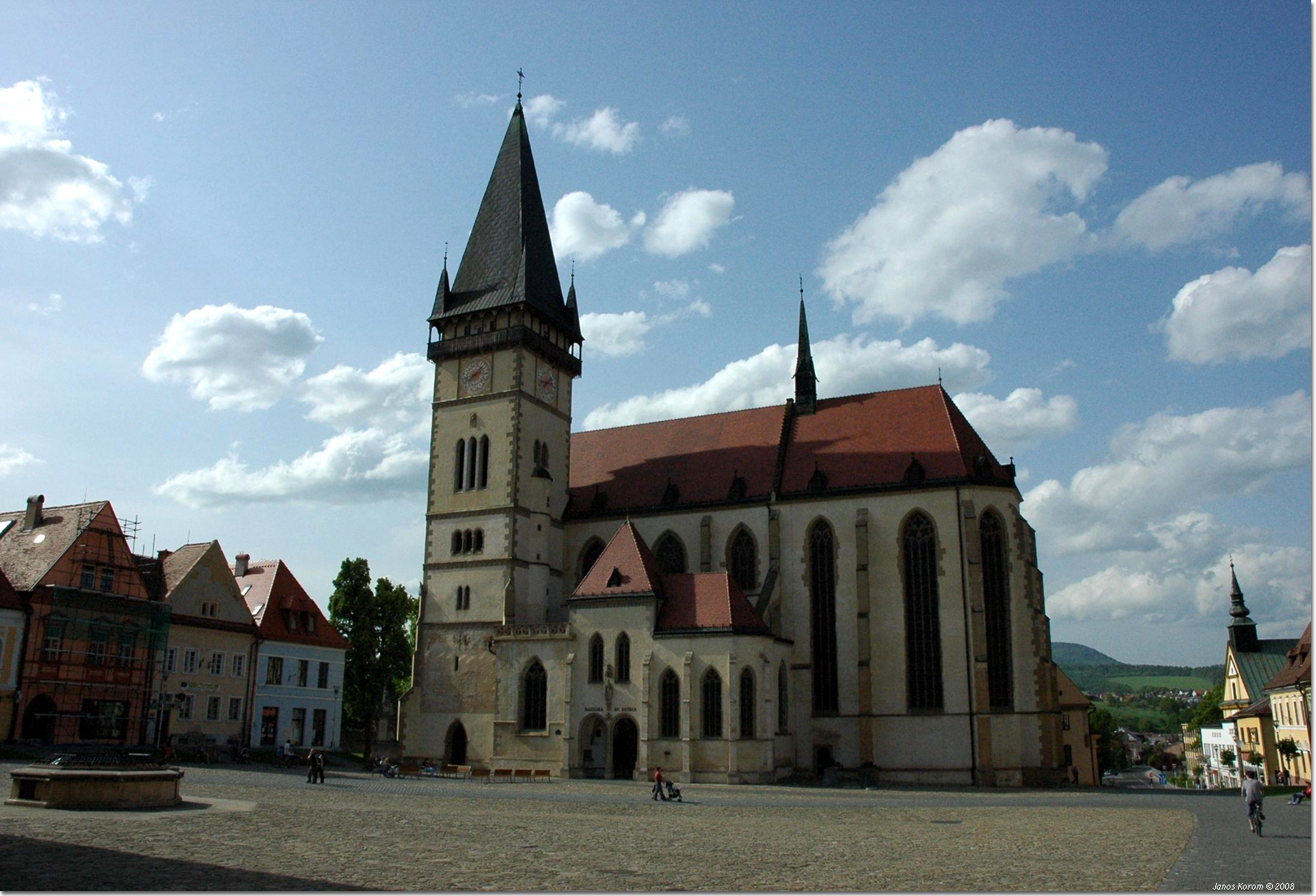
A ma Szlovákiában lévő bártfai Szent Egyed-bazilika az UNESCO kulturális világörökségének része

Esztergomban már a 11. században őrizték koponyájának három szilánkját. Tiszteletének másik hazai nyoma a Szent László király által 1091-ben alapított somogyvári Szent Egyed-monostor, amelyet közvetlenül Saint-Gilles-du-Gard bencés szerzeteseivel népesített be. Valószínűleg a bencés kapcsolatokkal függ össze, hogy 1209 óta a garamszentbenedeki apátság plébániája szintén Szent Egyedet tiszteli védőszentjeként. A hagyomány szerint Eger közvetlen szomszédságában, a felnémeti völgyben is állott valamikor Szent Egyedről elnevezett bencés apátság, bár ennek létezésére egyelőre nincs bizonyíték. A Vas vármegyében fekvő Peresznye község temploma szintén Szent Egyed tiszteletére van szentelve, mai formáját 1702-ben nyerte el. A felső-magyarországi szászok „cipszerek” (német: Zipser) által lakott városokban (Bártfa, Poprád, Ruszt) kialakult Szent Egyed-tisztelet azonban már feltehetően nem bencés gyökerű, hanem közvetlen nyugati ihletésű, melyet a nyugatról a városokba érkező kereskedők, iparosok hoztak magukkal. A Kárpát-medencében több település is a szentnek ajánlott templomáról kapta nevét, mint pl. az egykori somogyi Szentegyed, a mai Illés Szlovákiában, az erdélyi Nagyenyed, Vasasszentegyed és Vasasszentegyedivölgy. A moldvai Egyedhalma (románul Adjud) is ennek a szentnek a magyar nevéről kapta a nevét.

## Ábrázolása
A 11-12. századtól német és osztrák területen gyakran látható, késő gótikus oltárokon mint bencés apát, lábánál szarvastehénnel, néha nyíl fúrja át kezét vagy a combját.